# Vanyola, Veszprém
Vanyola  este un sat în districtul Pápa, județul Veszprém, Ungaria, având o populație de 587 de locuitori (2011). 

## Demografie
Componența etnică a satului Vanyola
     Maghiari (88,14%)
     Romi (10,62%)
     Germani (1,24%)
Componența confesională a satului Vanyola
     Romano-catolici (47,7%)
     Luterani (17,89%)
     Fără religie (5,45%)
     Reformați (2,39%)
     Necunoscută (26,58%)
Conform recensământului din 2011, satul Vanyola avea 587 de locuitori. Din punct de vedere etnic, majoritatea locuitorilor (88,14%) erau maghiari, existând și minorități de romi (10,62%) și germani (1,24%). Nu există o religie majoritară, locuitorii fiind romano-catolici (47,7%), luterani (17,89%), persoane fără religie (5,45%) și reformați (2,39%). Pentru 26,58% din locuitori nu este cunoscută apartenența confesională.